# 特殊部品市場協会
特殊部品市場協会（Specialty Equipment Market Association）、略称SEMA（セマ）は、アメリカ合衆国の自動車用アフターマーケット部品メーカーで構成される団体である。
特殊機器市場協会、専門装置市場協会、特別装備部品市場協会、特殊装備市場協会 などとも。
本部はカリフォルニア州ダイアモンドバー。6383社が加盟している。

## 歴史
1963年、Speed Equipment Manufacturing Association として、10社で設立された。創設者は、ロイ・リヒター（Roy Richter）、エド・イスケンデリアン（Ed Iskenderian）、ウィリー・ガーナー（Willie Garner）、ボブ・ヘッドマン（Bob Hedman）、ジョン・バートレット（John Bartlett）、フィル・ウェイアンド・ジュニア（Phil Weiand, Jr.）、アル・シーガル（Al Segal）、ディーン・ムーン（Dean Moon）、ヴィック・エデルブロック・ジュニア（Vic Edelbrock, Jr）。
1970年、現在の名称に改名。

## SEMAショー
アフターマーケット向け自動車部品メーカーが主体になって開催される見本市である。部品単体での展示、部品メーカー主導で作成されたデモカー、チューニングショップ主導で作成されたデモカー、自動車メーカーによる自社車両の展示（比較的高性能、ドレスアップされた車両、自動車メーカー傘下のレーシングチームやチューニングメーカーが作成した車両）等が展示される。ラスベガス・コンベンションセンターで毎年11月に開催されている。アメリカではモーターショーに準じている。
日本の自動車関連の見本市で比較すると、完成車主体の東京モーターショーでは無く、同じくアフターマーケット向け自動車部品の協会である『日本自動車用品・部品アフターマーケット振興会（NAPAC）』が開催する東京オートサロンに類似している。